# Callobius
Callobius is een geslacht van spinnen uit de  familie van de Amaurobiidae (nachtkaardespinnen).

## Soorten
- Callobius angelus (Chamberlin & Ivie, 1947)
- Callobius arizonicus (Chamberlin & Ivie, 1947)
- Callobius bennetti (Blackwall, 1846)
- Callobius canada (Chamberlin & Ivie, 1947)
- Callobius claustrarius (Hahn, 1833) (Boskaardespin)
  - Callobius claustrarius balcanicus (Drensky, 1940)
- Callobius deces (Chamberlin & Ivie, 1947)
- Callobius enus (Chamberlin & Ivie, 1947)
- Callobius gertschi Leech, 1972
- Callobius guachama Leech, 1972
- Callobius hokkaido Leech, 1971
- Callobius hyonasus Leech, 1972
- Callobius kamelus (Chamberlin & Ivie, 1947)
- Callobius klamath Leech, 1972
- Callobius koreanus (Paik, 1966)
- Callobius manzanita Leech, 1972
- Callobius nevadensis (Simon, 1884)
- Callobius nomeus (Chamberlin, 1919)
- Callobius olympus (Chamberlin & Ivie, 1947)
- Callobius panther Leech, 1972
- Callobius paskenta Leech, 1972
- Callobius pauculus Leech, 1972
- Callobius paynei Leech, 1972
- Callobius pictus (Simon, 1884)
- Callobius rothi Leech, 1972
- Callobius severus (Simon, 1884)
- Callobius sierra Leech, 1972
- Callobius tamarus (Chamberlin & Ivie, 1947)
- Callobius tehama Leech, 1972